# Huệ phi
Huệ Phi (chữ Hán: 惠妃) là tước hiệu của phi tần trong lịch sử khu vực Á Đông thời phong kiến.

## Trung Quốc
- Võ Huệ phi: phi tần của Đường Huyền Tông, sau được truy phong Trinh Thuận Hoàng hậu.
- Tiêu Huệ phi: Hoàng hậu thứ hai của Liêu Đạo Tông, sau bị giáng làm Huệ phi.
- Đồ Đan Hoàng Hậu: Hoàng hậu của Kim Phế Đế, trước từng được phong Huệ phi.
- Đại Nguyên phi: phi tần của Kim Phế Đế.
- Quách Huệ phi: phi tần của Minh Thái Tổ.
- Ngô Huệ phi: phi tần của Minh Thành Tổ.
- Thôi Huệ phi: phi tần của Minh Thành Tổ.
- Triệu Huệ phi: phi tần của Minh Nhân Tông.
- Hà Quý phi: phi tần của Minh Tuyên Tông, trước từng được phong Huệ phi.
- Ngô Huệ phi: phi tần của Minh Tuyên Tông.
- Vương Huệ phi: phi tần của Minh Anh Tông.
- Quách Huệ phi: phi tần của Minh Hiến Tông.
- Mã Huệ phi: phi tần của Minh Mục Tông.
- Huệ phi Na Lạp thị: phi tần của Thanh Thánh Tổ.
- Huệ phi Mã Giai thị: phi tần của Thanh Mục Tông.

## Triều Tiên
- Lý Huệ phi: phi tần của Cung Mẫn vương nhà Cao Ly.

## Việt Nam
- Phạm Huệ phi: phi tần của Lê Thái Tổ.
- Đoàn Quý phi: chánh phi của chúa Nguyễn Phúc Lan, được chúa Nguyễn Phúc Khoát truy tôn là Trinh Thục Từ Tĩnh Mẫn Duệ Huệ phi, sau được vua Gia Long truy phong là Hiếu Chiêu Hoàng hậu.
- Từ Cung Hoàng thái hậu: phi tần của vua Khải Định, sinh mẫu của vua Bảo Đại, trước từng được phong Huệ phi.